# Tableta de chocolate

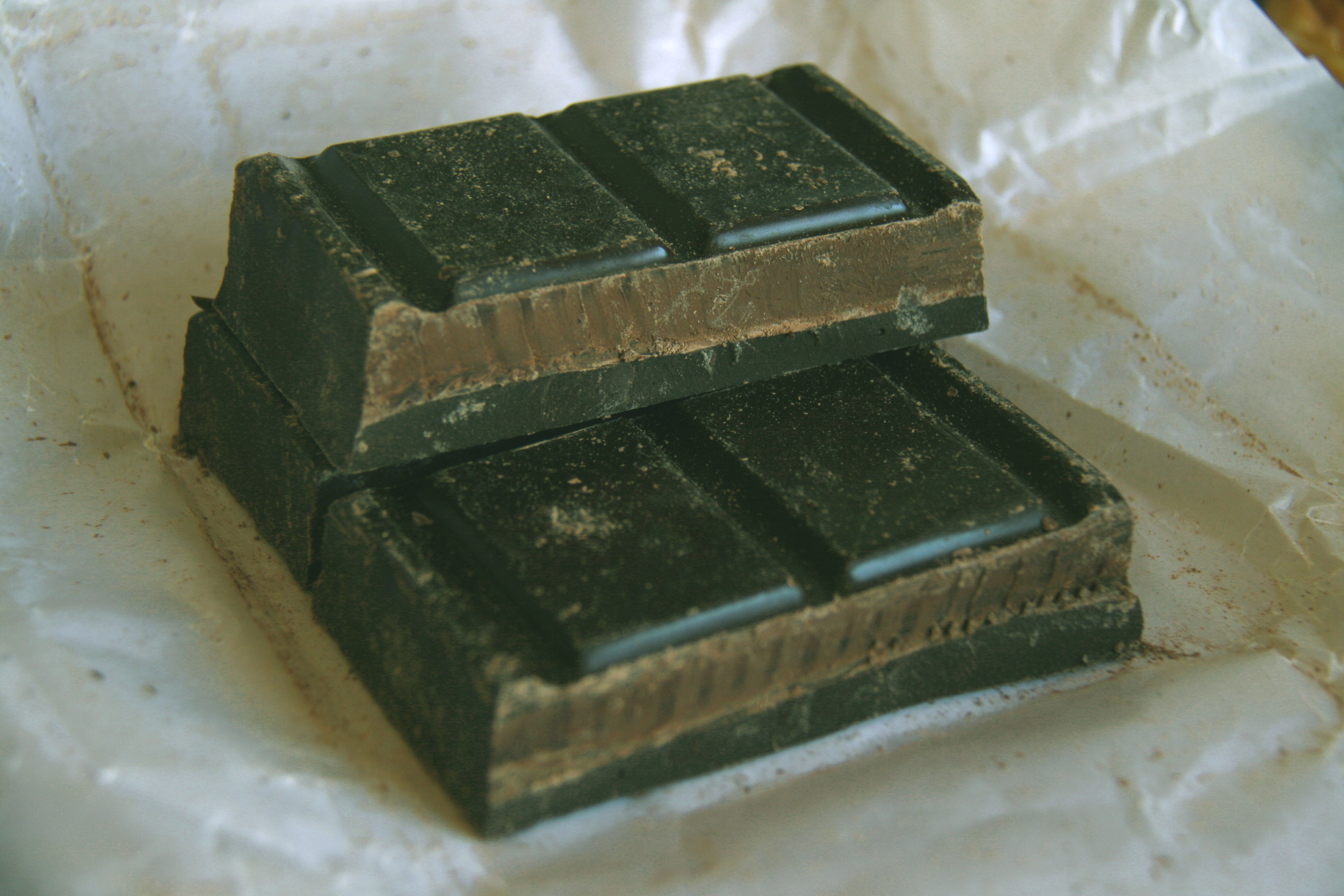
Tabletas de chocolate para hacer chocolate a la taza.

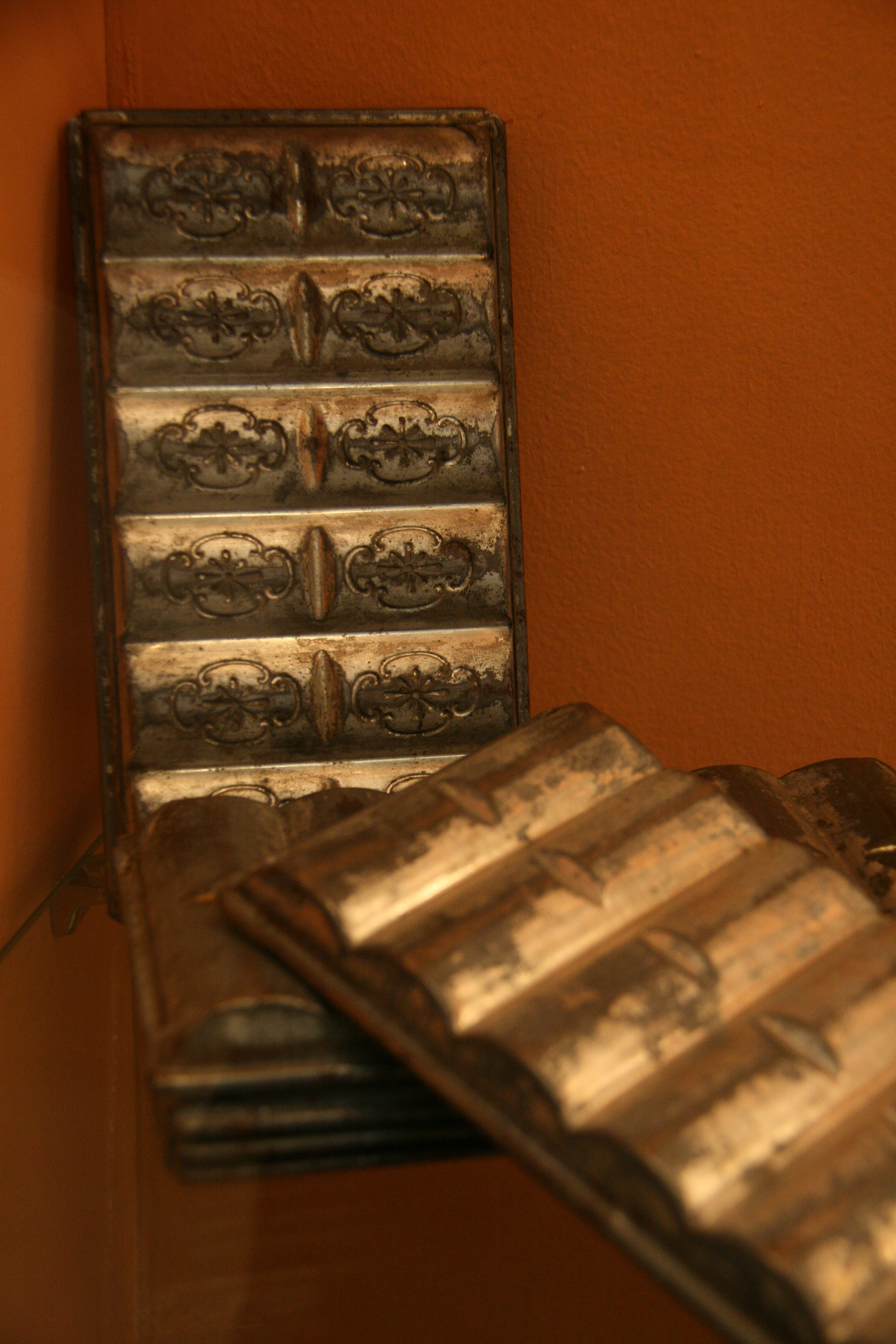
Moldes metálicos para la elaboración de chocolates.

La tableta de chocolate es una preparación básica de chocolate que consiste en chocolate temperado y enfriado convenientemente en un molde. Las tabletas de chocolate se comenzaron a comercializar a comienzos del siglo XX. El chocolate se suele presentar en piezas sólidas, generalmente envueltas en papel de aluminio, o papel. Por regla general este tipo de chocolate se suele presentar en diversas variantes, como chocolate con leche, chocolate negro, chocolate para hacer a la taza.  

## Historia
Las primeras preparaciones de cacao eran líquidas hasta bien avanzado el siglo XIX. Las invenciones y mejoras primero en los molinos de cacao por el inglés Joseph Storrs Fry en el año 1728, y posteriormente en el empleo novedoso de prensas hidráulicas (capaces de extraer eficientemente la manteca de cacao) patentadas por el holandés Casparus van Houten siendo el primero en una serie de inventores que logró modernizar la producción del chocolate. Estas mejoras técnicas lanzaron al mercado grandes cantidades de chocolate sólido. Estas primeras presentaciones eran en forma de tabletas, elaboradas con moldes metálicos. Cada una de las tabletas poseía figuras decorativas que atraían a los consumidores. Estas primeras versiones del chocolate sólido fueron dando lugar a presentaciones más elaboradas. Los moldes empleados en las industrias chocolateras de comienzos del siglo XX eran metálicos. Una línea de montaje podría tener unos 1500 moldes cuya forma y apariencia cambiaba de acuerdo con las normas del departamento de marketing. La operación de moldeado a comienzos del siglo XX era un proceso extremadamente ruidoso, algo que poco a poco ha ido cambiando. En la actualidad los moldes son de plástico y con su flexibilidad se permite eliminar los trozos de chocolate que se han pegado en su interior.   

## Elaboración
En la fabricación del chocolate, tras las fases de temperado se depositan cantidades dosificadas de chocolate en moldes. El moldeado se emplea exclusivamente en la elaboración de tabletas de chocolate. El problema técnico surge a la hora de formar la tableta cuando el chocolate temperado se adapta al molde. Se suele pre-calentar los moldes vacíos con el objeto de no cambiar la fase de cristalización del chocolate. Con el objeto de evitar la formación de burbujas en las tabletas, cuando una tobera libera una cantidad de chocolate en el molde, éste comienza a vibrar. Debido a que el chocolate es un fluido no newtoniano, el molde debe vibrar a una frecuencia y amplitud dadas con el objeto de que la viscosidad sea la apropiada para liberar fácilmente las burbujas del interior. Las frecuencias más apropiadas son de diez ciclos por segundo, y las amplitudes oscilan entre los 0.2 milímetros. 